# Famille de Mercastel
La famille de Mercastel est une ancienne maison de chevalerie, originaire de Picardie et de Normandie, qui s'est éteinte en 1860 pour les branches nobles.

## Origines
Le nom semble issu du lieu-dit Mercastel, hameau de Villers-Vermont (Oise, Picardie), attesté sous la forme latinisée Merule castello en 1219 et sous la forme picarde Merle le catel en 1244. Homonymie avec Mercatel (Pas-de-Calais, Merlecastel 1098), auquel Albert Dauzat attribue le sens de « château de Merle » (Nom de personne); « château du merle » ou « château à créneaux ».
À l’origine village du pays de Bray picard, dépendant du doyenné de Bray, du diocèse de Beauvais, et du bailliage d’Amiens, prévôté royale du Beauvaisis, siégeant à Grandvilliers. Il existe également un homonyme dans le pays de Bray normand, à savoir Mercastel, hameau de la commune de Haussez désigné Mellecastel en 1235. Les deux localités étant situées à 7 km l'une de l'autre, il existe un lien entre les deux qui n'est pas déterminé avec certitude.
Le fief de Mercastel appartenait à une famille de ce nom. Le plus ancien connu est Antoine Henri de Mercastel, chevalier banneret, seigneur de Mercastel, Saint-Maurice, Villers-Vermont et Doudeauville, dit comte de Mercastel, qui épousa par contrat passé le jour de l’octave de la fête Saint-Paul, au mois de juillet, le 12 de la lune, Marguerite d’Allingues de Salvaing  (Armes : « d’or à l’aigle éployée de sable, becquée, membrée et diadémée de gueules, à la bordure d’azur semée de fleurs de lys d’or. »), d'une famille du Dauphiné. Il accompagna Godefroy de Bouillon, duc des Francs et de Basse Lorraine, à la première croisade, fut blessé à Constantinople et se rendit maître du Saint Sépulcre en 1099 avec le corps d’infanterie qu’il commandait, ses écuyers et vingt-quatre sergents qui marchaient sous sa bannière, rouge, blanche et verte.

## Premiers seigneurs
La généalogie suivie des premiers seigneurs de Mercastel débute en 1200, mais il reste des doutes sur certains personnages et/où alliances. La seule chose dont on soit sûr parfaitement, c'est l'existence de Pierre de Mercastel, et de sa femme dont la tombe est toujours visible dans l'église de Villers-Vermont. À partir de Jean de Mercastel et de Jeanne d'Abancourt, la généalogie de la famille de Mercastel devient plus assurée.
- Antoine de Mercastel (1194-1239), chevalier, seigneur du lieu Merle le Castel, de Saint-Maurice, Doudeauville et de Villers-Vermont. En 1258, il épouse Marguerite d'Allingues de Salvaing.
  - Pierre de Mercastel (?? - 01/04/1269), écuyer, seigneur des mêmes lieux. En 1258, il épouse Béatrix des Quesnes.
    - Wautier de Mercastel (1260-1331) dit « le Hardi », chevalier, comte et baron de Mercastel, seigneur de Seigny, Doudeauville, Villers-Vermont et Saint-Maurice.
      - Richard de Mercastel, chevalier, seigneur d'Héricourt, bailli de Senlis, maître d'Hôtel de Jean d'Artois. Il épouse Ne d'Aubigny.
        - Robert de Mercastel dit « Robin », chevalier, comte de Mercastel (1329 - 6 avril 1362 à la bataille de Brignais). Il épouse Marguerite, dame de Bailleul-sur-Thérain.
          - Robert de Mercastel, ecuyer, baron de Mercastel.
            - Robert de Mercastel, chevalier, comte du lieu. En 1404, il épouse Ne de la maison de Milly.
              - Jean de Mercastel, dit « Gallois » (1415-1461), chevalier, seigneur de Villers-Vermont, de Mercastel, de la Motte, de Seigny, de Saint-Maurice et de Bailleul-sur-Thérain. En 1449, il épouse Marie de Belleval, dame de Bonvillé.
                - Isabeau de Mercastel épouse à N. de Cœurver, chevalier.
                - Jean de Mercastel, comte du lieu, seigneur de Bailleul-sur-Thérain, de Saint-Maurice, de Doudeauville, de la Motte, de Seigny, de Villers-Vermont et autres lieux, capitaine d'homme d'armes des ordonnances du Roi. En 1474, il épouse Jeanne d'Abancourt.
                  - Isabeau de Mercastel, dame de Bailleul-sur-Thérain, en partie. Elle épouse Guillaume de Morienne.
                  - Blanche de Mercastel, dame de Bailleul-sur-Thérain, en partie. En 1497, elle épouse Jean du Mesnil, écuyer, seigneur du lieu et de la Motte.
                  - Étienne de Mercastel, écuyer, comte du lieu, seigneur de Saint-Maurice, Villers-Vermont, Monceaux, Seigny, Doudeauville et autres lieux, grand prévôt des maréchaux d'Ile-de-France, prévôt des maréchaux de Picardie. Le 21 avril 1500, il épouse Françoise de Cœurver, dame du Manoir-Denier, fille de Henri de Cœurver, chevalier et de Jeanne de Lauvergnois.
                    - Antoine de Mercastel, comte de Mercastel, chevalier, seigneur de Doudeauville, de Saint- Maurice, Seigny, Mercastel, du Manoir-Denier, Monceaux, du Mesnage et de Malleville. Le 19 avril 1547, à Amiens, il épouse Marguerite Frérot.
                      - Nicolas de Mercastel (?? - 1631), écuyer, seigneur de Mercastel, Saint-Maurice, Doudeauville, Monceaux, Courcelles-Rançon, Perthuis, Rumigny et Villers-Vermont. Le 15 mai 1621 à Amiens, il épouse Gabrielle de Menantel, dame de Bellepance.
                        - François de Mercastel (25/10/1629 - ??), écuyer, seigneur de Doudeauville, Monceaux, Villers-Vermont, les Isles, Courcelles-Rançon, Brémontier, Ravines et Saint-Maurice. Le 9 mai 1662 à Gournay-en-Bray, il épouse Marthe de la maison de Dampierre.
                          - Jacques de Mercastel (04/01/1663 à Bellozanne - ??), chevalier, seigneur des Isles, capitaine de cavalerie dans le régiment de Palaiseau et reçu page en la petite écurie du Roy le 1er janvier 1680.
                            - François de Mercastel (1729-aprè 1751 ), chevalier, seigneur de Doudeauville, Grumesnil et Courcelles-Rançon.

                      - Adrien, chevalier, seigneur du Manoir-Denier et d'Auxy-en-Bray. Il épouse Françoise de Berle, dame d'Auchy.
                      - Marie de Mercastel épouse Jean de Sarcus, écuyer, seigneur du Cartier, puis en secondes noces le 20 janvier 1571 à Grandvilliers, Charles de Monsures.
                      - Antoinette de Mercastel épouse Edmond de Huyard, écuyer, seigneur de Fontenay, en partie. Ce dernier rend foi et hommage de divers fiefs sis à Fontenay, le 16 juin 1629, au vidame de Gerberoy, évêque de Beauvais. Cet hommage est rendu par Antoine de Mercastel.
                      - Anne de Mercastel épouse Claude de Malleville, écuyer, sieur d'Amerville et de la Fosse.
                      - Arthus de Mercastel (?? - 30/04/1579), écuyer, seigneur de Doudeauville, de Monceaux, de Saint-Maurice, de Villers-Vermont, en partie, le Mesnage. Le 18 novembre 1577 à Rouen, il épouse Christine de la famille d'Espinay Saint-Luc (?? - 18/12/1633), dame de Lamelin.
                        - Antoine de Mercastel, chevalier, seigneur de Mercastel, de Monceaux, de Villers-Vermont, de Courcelles-Rançon, de Saint-Maurice, de Fontenay en partie, de Doudeauville en partie, capitaine au régiment de Beauvau, puis de Saint-Luc. Le 23 septembre 1603 à Saint-Saëns, il épouse Françoise Langlois, dame de Beaucamp, du Parc-Notre-Dame et du Bosc-Michel
                          - Adrien de Mercastel.
                          - Nicolas de Mercastel.
                          - Catherine de Mercastel épouse François de Ricarville, seigneur du Lieu et de Maimbu.
                          - Gabrielle de Mercastel épouse en 1642, à Saint-Maurice, Antoine de Cannesson, chevalier, vicomte de Grandsart, seigneur de Bellefontaine, Cany-sur-Thérain, Estalmaisnil, Faveille & Bicourt.
                          - André de Mercastel (?? - 23/01/1697, à Villers-Vermont), chevalier, comte de Mercastel, seigneur de Doudeauville, Saint-Maurice, Le Vallalet, Fontenay, Bellozanne, Villers-Vermont, capitaine au régiment de Clères. Le 11 août 1652 à Gaillefontaine, il épouse Marie Claire d'Alléaume (?? - 10/05/1714 à Mercastel).
                          - Charles de Mercastel.
                          - Jacques Timoléon de Mercastel.
                          - Louis de Mercastel (26/01/1656, à Villers-Vermont - ??)
                          - Françoise de Mercastel, religieuse de l'Ordre de Fontevrault.
                          - Angélique de Mercastel (04/03/1658, à Villers-Vermont - ??)
                          - Louis Antoine de Mercastel (14/09/1662, à Villers-vermont - 19/01/1693, à Villers-Vermont), page de la grande écurie du Roi.
                          - Marie Thérèse de Mercastel (?? - 25/09/1739, à Rouen) épouse le 30 avril 1693, à Villers-Vermont, François Aloph de Monsures (?? - 21/06/1695, à Paris), écuyer, seigneur d'Auvilliers.
                          - André Joseph de Mercastel (?? - 1706), présenté de minorité dans l'ordre de Saint-Jean de Jérusalem en 1690[4], ne présente pas ses vœux pour se marier. Le 21 février 1705, à Abbeville, il épouse Marie Elisabeth de Mailly.
                          - Jean Baptiste de Mercastel (06/05/1669, à Saint-Maurice - 08/02/1754, à Rouen), oratorien, célèbre mathématicien.
                          - Pas Possible !!!! une femme ne peut pas procréer pendant 60 ans ! Marié en 1603, même si elle a été mariée au berceau , elle ne peut pas avoir d'enfant à 64 ans......

François de Mercastel (1667 - 03/12/1755), chevalier, comte de Mercastel, seigneur de Villers-Vermont, Doudeauville, Courcelles-Rançon, Fontenay, Saint-Maurice, Ravine, Brémontier, et les Iles. Le 21 février 1708 à Paris, il épouse Marie Jeanne Poisson du Mesnil (- 18/11/1716).
- - 
    - 
      - 
        - 
          - 
            - 
              - 
                - 
                  - 
                    - 
                      - 
                        - 
                          - 
                            - Marie de Mercastel (?? - 03/09/1767, au château de Mercastel)
                            - Marie Rose Renée de Mercastel (?? - 10/07/1786, à Paris), dame de Mercastel et Doudeauville. Le 7 juin 1732 à Paris, il épouse Jacques de la Barberie (?? - 02/06/1745 à Templeuves-sous-Tournai), chevalier, seigneur et marquis de Refuveille, lieutenant-général des armées du Roy et capitaine aux gardes françaises.

                    - Florent de Mercastel, auteur de la branche des seigneurs de la Haye.
                    - Rolland de Mercastel, auteur de la branche des seigneurs de Fouquerolles.
                    - Jean de Mercastel, écuyer, seigneur du Manoir-Denier, présenté de minorité dans l'ordre de Saint-Jean de Jérusalem en 1524[4]. Il ne prononcera pas ses vœux pour pouvoir se marier. Il épouse Marguerite de Beauvais dite « Marquise ».
                    - Pierre de Mercastel, écuyer, puis moine Augustin, chapelain de l'amiral de Coligny.
                    - Denise de Mercastel épouse le 3 août 1541 au château de Mercastel, Edmond de Rémy, écuyer, seigneur de Courcelles.
                    - Françoise de Mercastel épouse Jean de Regnard, écuyer, seigneur du Busc.
                    - Marguerite de Mercastel épouse le 8 décembre 1523 Jean de Cacqueray (?? - 1535), écuyer, seigneur de Bézu. Veuve, elle épouse en secondes noces, le 25 mai 1535 Marc de Moret, écuyer, seigneur de Réau et de Saint-Désiré.

                - Pierre de Mercastel dit Perceval, seigneur de Saint-Samson, en partie et d'Héricourt-sur-Thérain. Il épouse Marguerite de Beauvais.
                  - Catherine de Mercastel, dame d'Héricourt-sur-Thérain. En 1510, il épouse Adrien de la Rue, écuyer, seigneur de la Motte et de Bernapré.

## Branche des seigneurs de la Haye et de Croixdalle
La branche des seigneurs de la Haye et de Croixdalle existe toujours par le biais de deux enfants légitimés des relations entre Emard-Nicolas, comte de Mercastel et Catherine Neveu. L'ensemble des Demercastel de France sont issus de l'un ou l'autre enfant.
```
Florent de Mercastel, écuyer, comte de Mercastel, seigneur de la Haye, Courcelles et
Houquetot, major d'Infanterie. Présenté de minorité dans l'
ordre de Saint-Jean de Jérusalem
 en 1524
[
4
]
, il ne prononcera pas ses vœux pour se marier
x1 1547 à Antoinette Alexandre du Vivier.
│   
├──> Guillaume de Mercastel, écuyer
│    x Marie Routier.
│
├──> Madeleine de Mercastel
│    x 1577, à Antoine d'Abancourt, écuyer, seigneur de Fricourt.
│
├──> Gabriel de Mercastel, auteur de la 
branche des seigneurs de Montfort

│
├──> Rolland de Mercastel, chevalier, comte de Mercastel, seigneur de la Haye, lieutenant-
│    colonel
│    x1 1575 à Marie de Monsures
│    x2 19/06/1615 à Barbe Chauvel
│    │
│    ├──> Antoine de Mercastel, écuyer.
│    │ 
│    ├──> Ne de Mercastel
│    │    x N Bodin
│    │ 
│    ├──> Geneviève? de Mercastel (1618, Haussez -)             
│    │
│    ├──> Jean de Mercastel (03/03/1616, à 
Haussez
 - 12/10/1669, à  
Baillolet
), écuyer,
│         seigneur de la Haye, mousquetaire du roi, lieutenant-colonel
│         x 27/05/1645, à Beauvais, à Nicole de Lombelon (?? - 20/07/1684, à Baillolet).
│         │
│         ├──> Louise de Mercastel (21/03/1646, à Baillolet - ??).
│         │
│         ├──> François de Mercastel (17/04/1647, à Baillolet - ??).
│         │
│         ├──> Marie de Mercastel (11/10/1649, à Baillolet - ??).
│         │    x 09/06/1692, à 
Heberville
, à Jean Mauconduit, laboureur (?? - 21/09/1694, à 
Anglesqueville-la-Bras-Long
).
│         │    x 30/08/1698, à 
Anglesqueville-la-Bras-Long
, à Pierre Villard, notaire à Fontaine-le-Dun.
│         │    x 09/05/1701, à 
Fontaine-le-Dun
, à Alexandre La Caille, laboureur
│         │
│         ├──> Marguerite de Mercastel (15/10/1651, à Baillolet - ??).
│         │
│         ├──> Marie de Mercastel (07/04/1653, à Baillolet - ??).
│         │        
│         ├──> Pierre de Mercastel (02/04/1654, à Baillolet - ??).
│         │
│         ├──> Anne de Mercastel (03/05/1661, à Baillolet - ??).
│         │
│         ├──> Anne de Mercastel (05/1663, à Baillolet - ??).
│         │
│         ├──> Charles de Mercastel (?? - 16/07/1695, à Baillolet), écuyer, seigneur de la
│              Haye et de 
Clais
, capitaine d'infanterie, chevalier de Saint-
│              Louis, page du roi.
│              x1 25/02/1685, à Baillolet, à Agnès le Prévost de Romerel.
│              │
│              ├──> Louis Claude de Mercastel, seigneur de la Haye, garde du corps du roi, 
│              │     chevalier de Saint-Louis
│              │
│              ├──> Marie Anne de Mercastel (17/07/1689, à Baillolet - ??)
│              │
│              ├──> Charles de Mercastel, comte de Mercastel, chevalier, seigneur de la
│              │    Haye, patron honoraire de Saint-Étienne de Croixdalle, Aliermont,
│              │    Valmeneret, du Poirel et du Cierge, capitaine au régiment de Prat
│              │    x1 26/02/1715, à 
Villez-sous-Bailleul
, à
│              │    Angélique de Chevestre (?? - 26/02/1723, à Baillolet).
│              │    │
│              │    ├──> Marguerite Angélique de Mercastel (24/01/1717, à Baillolet -
│              │    │    04/08/1717, à Baillolet).
│              │    │
│              │    ├──> Charles Théodore de Mercastel (29/12/1717, à Baillolet - 
│              │    │    16/06/1743, à 
Dettingen
), chevalier, sieur d'Abancourt.
│              │    │
│              │    ├──> Michel Louis Bonnaventure de Mercastel (24-03/1719, à Baillolet,
│              │    │    écuyer, seigneur de Saint-Étienne de Croixdalle.
│              │    │    x 26/11/1740, à Bouvaincourt, à Catherine Chrétienne Picquet, dame
│              │    │    du Belloy.
│              │    │    │
│              │    │    ├──> N de Mercastel (09/09/1741, 
Croixdalle
 -
│              │    │         09/09/1741, Croixdalle).
│              │    │
│              │    ├──> Jean Baptiste Anne Léopol de Mercastel (22/09/1720, Baillolet - 
│              │    │    22/12/1721, Baillolet).
│              │    │ 
│              │    ├──> Béatrix Angélique Thérèse Eléonore de Mercastel (24/11/1721, 
│              │    │    Baillolet - 24/02/1722, à Baillolet).
│              │    │
│              │    ├──> Raphaël Cyprien Balthasard de Mercastel (18/04/1723, à Baillolet -
│              │    │ ??).
│              │    │
│              │    x2 1724, à Louise Françoise Nicole de Saint-Ouen (1700 - 07/01/1770,
│              │    │  Croixdalle), dame et patronne honoraire de Croixdalle.
│              │    │
│              │    ├──> Madeleine Françoise Thérèse de Mercastel (06/08/1725, Baillolet -
│              │    │ ??).
│              │    │
│              │    ├──> Pierre François Charles de Mercastel (vers 1726 - 23/07/1729, Croixdalle)
│              │    │
│              │    ├──> Elisabeth de Mercastel (?? - 15/02/1727, à Baillolet).
│              │    │
│              │    ├──> Marguerite Louise Geneviève Michelle de Mercastel (12/01/1730, Croixdalle
│              │    │    - 1741, Rouen).
│              │    │
│              │    ├──> Charles Ferdinand de Mercastel, (13/08/1731, Croixdalle - 28/12/1795, Croixdalle), 
│              │    │    écuyer, propriétaire à Croixdalle.
│              │    │    x 04/05/1772, à Bacqueville-en-Caux, à Angélique le Vaillant de
│              │    │    Saint-Aubin. 
│              │    │    │
│              │    │    ├──> Marie Françoise Aimée de Mercastel.
│              │    │    │
│              │    │    ├──> Ange Marie Louise Dorothée de Mercastel (18/03/1776,
│              │    │         Croixdalle - ??).
│              │    │         x 04/04/1797, Croixdalle, à Jacques Charles Auguste Madeleine
│              │    │         Parmentier (10/03/1767, Embreville - ??), propriétaire,
│              │    │         cultivateur.
│              │    │ 
│              │    ├──> Bruno de Mercastel (20/09/1732, Croixdalle - 1814), écuyer, brigadier des gardes du corps, 
│              │    │    Colonel.
│              │    │
│              │    ├──> Louise Angélique Michelle Félicité de Mercastel (09/01/1734, Croixdalle -)
│              │    │    x Louis François Juliac de Manelle (25/04/1749, la Blossière),
│              │    │    écuyer, seigneur de Manelle, chevalier de Saint-Louis, garde du
│              │    │    corps du roi.
│              │    │
│              │    ├──> Louise Catherine Charlotte de Mercastel (04/12/1735, Croixdalle - 11/03/1736, Croixdalle)
│              │    │
│              │    ├──> Marie Louise Clotilde de Mercastel (03/07/1737, Croixdalle - 16/02/1739, Croixdalle)
│              │    │
│              │    ├──> François Antoine Étienne de Mercastel (02/01/1739, Croixdalle -).
│              │    │
│              │    ├──> Marie Anne Clothilde Eléonore de Mercastel (19/09/1740, Croixdalle -).
│              │    │
│              │    ├──> Ange Blimond Théodore de Mercastel (23/04/1742, Croixdalle -).
│              │    │
│              │    ├──> Emard-Nicolas de Mercastel (09/10/1727, Croixdalle - 02/1799, Envermeu), comte de
│              │         Mercastel, chevalier, seigneur de la Haye, Saint-Étienne-de-
│              │         Croixdalle, de Valmeneret, du Poirel, d'Aliermont, de Croixdalle
│              │         et autres lieux, capitaine au régiment d'orléans, chevau-léger du
│              │         roi, chevalier de Saint-Louis.
│              │         x 28/06/1754, à Envermeu, )x(28/02/1761, à Marie Thérèse Henriette
│              │         Gallye de Calmont.
│              │         │
│              │         ├──> Charles Étienne Théodore de Mercastel, (28/03/1755, Envermeu -
│              │         │ ??), chevalier, seigneur de Saint-Étienne-de-Croixdalle,
│              │         │    Aliermont, Valmeneret et du Poirel, page du duc d'Orléans.
│              │         │
│              │         ├──> Nicolas Maximilien Onésiphore de Mercastel (18/02/1756, 
│              │         │    Envermeu - 09/04/1823), Tourville-la-Chapelle), comte de
│              │         │    Mercastel, chevalier, seigneur de Saint-Étienne de Croixdalle,
│              │         │    Aliermont, Valmeneret, Catteville et Poirel, page de la comtesse de Provence, brigadier des gardes
│              │         │    du corps du roi, chevalier de Saint-Louis, capitaine de
│              │         │    cavalerie, maire de Tourville-le-Chapelle.
│              │         │    x 30/09/1779, à Bacqueville-en-Caux, à Marie Cécile Josèphe
│              │         │    d'Imbleval, dame de Catteville.
│              │         │    │
│              │         │    ├──> Nicolas Maximilien Joseph Victor de Mercastel (?? -
│              │         │    │    Vilnus), comte de Mercastel, lieutenant-colonel
│              │         │    │    d'artillerie, chevalier de la Légion d'Honneur.
│              │         │    │
│              │         │    ├──> Marie Eléonore Rosalie de Mercastel (Bacqueville-en-Caux 
│              │         │    │    - 19/05/1860, Tourville-la-Chapelle)
│              │         │    │    x 02/10/1816, à Adrien de Baillard du Lys (17/08/1777 - 
│              │         │    │ ??), officier d'infanterie.
│              │         │    │
│              │         │    ├──> Marie Sophie de Mercastel (07/09/1786, Intraville - ??)
│              │         │    │    x 20/04/1809, Dieppe, Jean-François Fronchard, rentier (1776, Tourville-la-Chapelle - 03/05/1847, Tourville-la-Chapelle).
│              │         │    │
│              │         │    ├──> Appoline Arsène de Mercastel (13/09/1787, Intraville - 
│              │         │    │    18/09/1848, Intraville), comtesse de Mercastel
│              │         │    │    x 13/12/1815, à Tourville-la-Chapelle, à François Henri
│              │         │    │    Beuve d'Arundel de Condé (02/08/1775, Vieilles-Landes - 
│              │         │    │    07/12/1839, Intraville), comte d'Arundel, lieutenant de
│              │         │    │    grenadiers, chevalier de Saint-Louis.
│              │         │    │
│              │         │    ├──> Hortense Hippolite de Mercastel (1787 - 18/10/1805,
│              │         │    │    Venise), capitaine d'artillerie.
│              │         │
│              │         (x) Catherine Agathe Nepveu (?? - 21/07/1837, Bertreville Saint-
│              │         Ouen), commerçante. Elle eut deux fils légitimés.
│              │         │
│              │         ├──> Jean-François Benjamin Demercastel, maçon.
│              │         │      
│              │         ├──> Armand Demercastel, perruquier, chasseur au 
10
e
 à cheval,
│              │              médaillé de Sainte-Hélène.
│              │         
│              x2 24/07/1690, à Saint-Valéry, à Louise Françoise du Mesnil
│               d'Argentelle.      
│              │
│              ├──> Marguerite Angélique de Mercastel (30/03/1694, à Baillolet -
│                    12/09/1701, à Baillolet).
│    
x2 à Ide de Neufville.
```

## Branche des seigneurs de Montfort
```
Gabriel de Mercastel, écuyer
x Marie du Mesnil-Jourdain.
│
├──> Suzanne de Mercastel.
│
├──> Antoinette de Mercastel
│    x 10/06/1617, à François 
de Rochechouart
, écuyer, seigneur de Fricourt et de la Motte
│
├──> Charles de Mercastel, écuyer, seigneur de Montfort
     x Renée Thébault de la Tour
     │      
     ├──> Marie de Mercastel, religieuse
     │
     ├──> Marguerite de Mercastel (1621 - 1694,Hodenger)
     │    x Michel de Huyard (14/09/1617 - 23/08/1662), écuyer, seigneur de Molagnies.
     │
     ├──> Renée de Mercastel (ca 1623 - 19/01/1702, Loiré-sur-Nie)
     │
     ├──> N de Mercastel (09/09/1632, Loiré-sur-Nie - ??)
     │
     ├──> Jeanne de Mercastel (28/01/1635, Loiré-sur-Nie - ??)
     │    x 06/10/1661, à Jean Le Fourestier, écuyer, sieur de Lestage
     │
     ├──> Françoise de Mercastel (2/11/139, Loiré-sur-Nie, (+)19/09/1674, Arces-sur-Girondes)
     │    x Nouel Nebout, écuyer, sieur de la Brosse.
     │
     ├──> Louis de Mercastel (11/02/1641, Loiré-sur-Nie - ??)
     │
     ├──> Jacques de Mercastel, chevalier seigneur de Montfort, Purchevin, la Hetroye, mousquetaire du roi.
          x vers 1650 à Marguerite de Lestre.
          │
          ├──> Anne de Mercastel
          │    x à Louis de Carpentin, écuyer, seigneur du Maisnil-la-Haye.
          │
          ├──> Armand de Mercastel (?? - 31/12/1697).
          │
          ├──> René de Mercastel, seigneur de Montfort
          │    x à Charlotte de Héron.
          │
          ├──> Jeanne de Mercastel (ca 1666 - 15/03/1743, Loiré-sur-Nie)
          │    x Michel d'Espinois, écuyer, sieur de la Chapelle
          │   
          ├──> Claude de Mercastel, chevalier, baron de Montfort, seigneur de Purchevin
                    et la Hetroye
                    x 1680, 
Marguerite de Lestendart
.
                    │
                    ├──> Jacques Armand de Mercastel, chevalier, seigneur de Purchevin et la
                    │    Hetroye, capitaine au régiment d'Orléans puis au Royal-Cravates,
                    │    chevalier de Saint-Louis
                    │    x 26/03/1732 Marie Madeleine Jeanne de Bury.
                    │
                    ├──> Marguerite Françoise de Mercastel (19/09/1701, Criquetot-sur-
                    │    Ouville - ??).
                    │
                    ├──> Louis Claude de Mercastel (21/01/1706, Criquetot-sur-Ouville - ??),
                    │    chevalier, seigneur de Montfort.
                    │
                    ├──> Claude de Mercastel (?? - 23/07/1707, criquetot-sur-Ouville).
                    │
                    ├──> Louis René de Mercastel (06/02/1708, Criquetot-sur-Ouville - ??).
                    │
                    ├──> Jacques François de Mercastel (12/02/1709, Criquetot-sur-Ouville - 
                    │    1747, Malines), capitaine de grenadiers, chevalier de Saint-Louis.
                    │
                    ├──> Marguerite madeleine Claude de Mercastel
                    │    x 06/05/1710, à Doudeville, à 
Louis François de Lestendart
 (1665 -                     
                    │    1746), écuyer, seigneur de Quenonville et des Hayons capitaine 
                    │    d'infanterie au régiment soissonais, chevalier de Saint-Louis.
                    │
                    ├──> Marie Angélique de Mercastel
                    │    x 1720 à Pierre de Grandoit, écuyer.
                    │
                    ├──> Louise Anne de Mercastel (?? - 07/03/1767, Aunay)
                         x 25/11/1723 à Jean Roullin (?? - 12/1755), chevalier, seigneur de
                         la Templerie et de Malvoisière, chevalier de Saint-Louis.
```

## Branche des seigneurs de Fouquerolles
```
Rolland de Mercastel, chevalier, seigneur de Fouquerolles
x Madeleine de Sourches.
│
├──> Jean de Mercastel (?? - 1597, Amiens), maréchal de camps des armées du roi, abbé de Séry et calviniste
│
├──> Jeanne de Mercastel
│    x Adrien Mabille, écuyer, receveur des seigneuries d'Ons-en-Bray, d'Auneuil et des fiefs de Gallot et Tumberel
│
├──> Marguerite de Mercastel
│    x Jean Le Noble, écuyer.
│    
├──> Adrien Jacques de Mercastel, chevalier, sieur de Feuquerolles 
     x 1575 à Claude de Fautereau, dame de Calletots.
     │
     ├──> Anne Louise de Mercastel (12/07/1581, Mainneville - ??).
     │    x 11/11/1630 à Rouen, à Jean du Mesniel, écuyer, seigneur de Hasteville.
     │
     ├──> Damien de Mercastel (26/07/1580, Mainneville - 1624, Saint-Riquier), clerc, Abbé de Séry.
     │
     ├──> Marguerite de Mercastel (21/05/1578, Mainneville -??)
     │    x Hubert le Bailly, écuyer, seigneur d'Oisencourt et de Villy.
     │
     ├──> François de Mercastel, chevalier, seigneur de Fouquerolles et de Calletots, premier capitaine au régiment de Rambures.
          x1 Jeanne de Saint-Blimont.
          x2 1600 à Jeanne de Créquy.
           │
           ├──> Ne de Mercastel.
          x3 Suzanne de la Montagne.
```

## Non rattachés
- Drusson de Mercastel, écuyer, seigneur de baron, marié, en 1528, à Jacqueline du Mesnil.
- François de Mercastel, chevalier, seigneur du lieu, marié à Marie de Luppé.
- Jean de Mercastel, parrain de Jean de Mercastel (époux de Nicole de Lombelon), le 3 mars 1616, en l’église Saint-Martin d’Haussez.
- Madeleine de Mercastel, dame de la Teinturyie, mariée à Isaac de la Salle, écuyer, seigneur de la Salle, lieutenant d’une compagnie au régiment de Navarre.
- Joseph de Mercastel, sous diacre à l’abbaye de Séry, de l’ordre des prémontrés, sous l’abbé Gaston de Chamillart.
- Louis de Mercastel, présent lors d’une reconnaissance de dette de Florent de Mercastel, à son père Étienne de Mercastel.

## Armes
Les armes de la famille sont : D'argent à trois croissants de gueules.

## Château
La famille a construit le château de Mercastel, situé à Villers-Vermont, commune française située dans le département de l'Oise, en région Hauts-de-France. Elle en a été propriétaire jusqu'à ce que Marie-Rose Renée de Mercastel le vende .
Le château de Mercastel des XVIIe et XVIIIe siècles et son parc qont inscrit à l'inventaire des monuments historiques depuis le 8 décembre 1966,.

## Alliances
La famille de Mercastel est aussi alliée à la famille de Pardieu.

## Pour approfondir